# Budíkov
Budíkov (en allemand : Budikau) est une commune du district de Pelhřimov, dans la région de Vysočina, en République tchèque. Sa population s'élevait à 339 habitants en 2020.

## Géographie
Budíkov se trouve à 5 km au nord du centre de Humpolec, à 20 km au nord-est de Pelhřimov, à 49 km au nord-ouest de Jihlava et à 87 km au sud-est de Prague.
La commune est limitée par Proseč au nord-ouest, par Řečice au nord-est, par Kejžlice à l'est, par Čejov au sud, et par Humpolec à l'ouest.

## Histoire
La première mention écrite du village date de 1226.